# Adam Grad
Adam Grad (Łódź, 10 de septiembre de 1969 - Łódź, 7 de febrero de 2015) fue un futbolista polaco que jugaba en la demarcación de delantero.

## Biografía
En 1988 debutó como futbolista con el ŁKS Łódź. Jugó en el club de su ciudad natal durante cuatro años, en un total de 109 partidos y marcó trece goles en encuentros de liga. Posteriormente fichó por el Olimpia Poznań, donde jugó dos años, volviendo al club en 1995, previo paso por el Kayserispor turco. Posteriormente jugó en el Lechia Gdańsk, GKS Tychy, Górnik Konin, Astra Krotoszyn, Pelikan Łowicz, Karkonosze Jelenia Góra, Unia Skierniewice, Mławianka Mława, de nuevo en el ŁKS Łódź, Jagiellonia Białystok, Korona Kielce, Pogoń Staszów, Siarka Tarnobrzeg y en el Jagiellonia Tuszyn.
Falleció en el 7 de febrero de 2015 en Łódź a los 45 años de edad.

## Clubes
| Club                    | País    | Año         | Partidos | Goles |
| ----------------------- | ------- | ----------- | -------- | ----- |
| ŁKS Łódź                | Polonia | 1988 - 1992 | 109      | 13    |
| Olimpia Poznań          | Polonia | 1992 - 1994 | 24       | 1     |
| Kayserispor             | Turquía | 1994        | 13       | 4     |
| Olimpia Poznań          | Polonia | 1995        | 6        | 1     |
| Lechia Gdańsk           | Polonia | 1995 - 1996 | 21       | 2     |
| GKS Tychy               | Polonia | 1996        | 5        | 0     |
| Górnik Konin            | Polonia | 1996 - 1997 |          |       |
| Astra Krotoszyn         | Polonia | 1998        |          |       |
| Pelikan Łowicz          | Polonia | 1998        |          |       |
| Karkonosze Jelenia Góra | Polonia | 1999        |          |       |
| Unia Skierniewice       | Polonia | 2000        |          |       |
| Mławianka Mława         | Polonia | 2000        |          |       |
| ŁKS Łódź                | Polonia | 2001        |          |       |
| Jagiellonia Białystok   | Polonia | 2001 - 2002 | 26       | 10    |
| Korona Kielce           | Polonia | 2002 - 2003 |          |       |
| Pogoń Staszów           | Polonia | 2004        |          |       |
| Siarka Tarnobrzeg       | Polonia | 2004        |          |       |
| Jagiellonia Tuszyn      | Polonia | 2005 - 2007 |          |       |